# Дискография Мэйси Питерс
Дискография английской певицы-песенницы Мейcи Питерс состоит из двух студийных альбомов, одного альбома-саундтрека, двух мини-альбомов (EP) и 31 сингла (в том числе четырёх как автор-исполнитель). Питерс самостоятельно выпустила свой первый сингл, «Place We Were Made», в августе 2017 года, а четыре месяца спустя — второй, «Birthday». Песни привлекли внимание инди-поп-кругов, после чего она подписала контракт с Atlantic Records UK. Под эгидой Atlantic она выпустила несколько синглов, в частности «Worst of You», а также два EP — Dressed Too Nice for a Jacket и It’s Your Bed Babe, It’s Your Funeral.
В 2020 году Питерс написала песню «Smile» для альбома-саундтрека Birds of Prey: The Album. В 2021 году она выпустила работу для другого саундтрека, на этот раз для оригинального сериала Apple TV+ «Попытка». Она написала и исполнила все песни. 15 июня 2021 года Питерс покинула Atlantic и подписала контракт с Gingerbread Man Records Эда Ширана. Под их эгидой она выпустила свой первый альбом You Signed Up for This 27 августа 2021 года. Альбом вошел в чарт альбомов Великобритании под номером 2 и стал самым продаваемым альбомом в независимых музыкальных магазинах Великобритании за ту неделю. С первыми двумя синглами альбома, «John Hughes Movie» и «Psycho», Питерс впервые попала в UK Singles Chart. 27 января 2023 года она выпустила «Body Better», лид-сингл со своего второго альбома, The Good Witch. Альбом был выпущен 23 июня 2023 года.

## Альбомы

### Студийные альбомы
| Название               | Детали | Высшая позиция в чартах | Высшая позиция в чартах | Высшая позиция в чартах | Высшая позиция в чартах |
| Название               | Детали | UK                      | AUS                     | IRE                     | NZ                      |
| ---------------------- | --- | ----------------------- | ----------------------- | ----------------------- | ----------------------- |
| You Signed Up for This | - Выпущен: 27 августа 2021 - Лейбл: Gingerbread Man - Форматы: CD, LP, кассета, цифровое скачивание, стриминг | 2                       | —                       | 20                      | —                       |
| The Good Witch         | - Выпущен: 23 июня 2023 - Лейбл: Gingerbread Man - Форматы: CD, LP, кассета, цифровое скачивание, стриминг    | 1                       | 4                       | 7                       | 9                       |

### Саундтреки
| Название                                                | Детали                                                                               |
| ------------------------------------------------------- | ------------------------------------------------------------------------------------ |
| Попытка: 2 сезон (Apple TV+ Original Series Soundtrack) | - Выпущен: 21 мая 2021 - Лейбл: Atlantic UK - Форматы: Цифровое скачивание, стриминг |

## Мини-альбомы
| Название                              | Детали EP                                                                               |
| ------------------------------------- | --------------------------------------------------------------------------------------- |
| Dressed Too Nice for a Jacket         | - Выпущен: 1 ноября 2018 - Лейбл: Atlantic UK - Форматы: Цифровое скачивание, стриминг  |
| It’s Your Bed Babe, It’s Your Funeral | - Выпущен: 3 октября 2019 - Лейбл: Atlantic UK - Форматы: Цифровое скачивание, стриминг |

## Синглы

### В качестве основного исполнителя
| «Place We Were Made»                                   | 2017 | —  | —  | —  | —  | Не альбомные синглы                                         |
| «Birthday»                                             | 2017 | —  | —  | —  | —  | Не альбомные синглы                                         |
| «Worst of You»                                         | 2018 | —  | —  | —  | —  | Не альбомные синглы                                         |
| «Best I’ll Ever Sing»                                  | 2018 | —  | —  | —  | —  | Не альбомные синглы                                         |
| «In My Head»                                           | 2018 | —  | —  | —  | —  | Dressed Too Nice for a Jacket                               |
| «Details»                                              | 2018 | —  | —  | —  | —  | Dressed Too Nice for a Jacket                               |
| «Stay Young»                                           | 2019 | —  | —  | —  | —  | Не альбомные синглы                                         |
| «Favourite Ex»                                         | 2019 | —  | —  | —  | —  | Не альбомные синглы                                         |
| «This Is on You»                                       | 2019 | —  | —  | —  | —  | It’s Your Bed Babe, It’s Your Funeral                       |
| «Take Care of Yourself»                                | 2019 | —  | —  | —  | —  | It’s Your Bed Babe, It’s Your Funeral                       |
| «Adore You»                                            | 2019 | —  | —  | —  | —  | It’s Your Bed Babe, It’s Your Funeral                       |
| «Smile»                                                | 2020 | —  | —  | —  | —  | Birds of Prey: The Album                                    |
| «Daydreams»                                            | 2020 | —  | —  | —  | —  | Не альбомные синглы                                         |
| «The List»                                             | 2020 | —  | —  | —  | —  | Не альбомные синглы                                         |
| «Sad Girl Summer»                                      | 2020 | —  | —  | —  | —  | Не альбомные синглы                                         |
| «Maybe Don’t» (при участии JP Saxe)                    | 2020 | —  | —  | —  | —  | Не альбомные синглы                                         |
| «John Hughes Movie»                                    | 2021 | 92 | —  | —  | 40 | You Signed Up for This                                      |
| «Funeral» (при участии Джеймса Бэя)                    | 2021 | —  | —  | —  | —  | Trying: Season 2 (Apple TV+ Original Series Soundtrack)     |
| «Psycho»                                               | 2021 | 57 | 81 | 87 | 20 | You Signed Up for This                                      |
| «You Signed Up for This»                               | 2021 | —  | —  | —  | —  | You Signed Up for This                                      |
| «Brooklyn»                                             | 2021 | —  | —  | —  | —  | You Signed Up for This                                      |
| «Cate's Brother»                                       | 2022 | 62 | 29 | —  | 30 | Не альбомные синглы                                         |
| «Blonde»                                               | 2022 | 77 | 83 | —  | 32 | Не альбомные синглы                                         |
| «Good Enough»                                          | 2022 | —  | —  | —  | —  | Не альбомные синглы                                         |
| «Not Another Rockstar»                                 | 2022 | 97 | 93 | —  | 36 | Не альбомные синглы                                         |
| «Together This Christmas»                              | 2022 | 47 | —  | —  | —  | Your Christmas or Mine (Original Motion Picture Soundtrack) |
| «Body Better»                                          | 2023 | —  | —  | —  | 23 | The Good Witch                                              |
| «Lost the Breakup»                                     | 2023 | 85 | 90 | —  | 19 | The Good Witch                                              |
| «Two Weeks Ago»                                        | 2023 | —  | —  | —  | 36 | The Good Witch                                              |
| «Run»                                                  | 2023 | —  | —  | —  | 23 | The Good Witch                                              |
| «There it Goes»                                        | 2023 | —  | —  | —  | 23 | The Good Witch                                              |
| «—» означает, что релиз не попал в чарт этого региона. |      |    |    |    |    |                                                             |

### В качестве приглашенного исполнителя
| Название                 | Год  | Главный исполнитель(и)  | Альбом                      |
| ------------------------ | ---- | ----------------------- | --------------------------- |
| «One Last Try»           | 2021 | Ren                     | Renbrandt                   |
| «Song You’ll Never Hear» | 2021 | Sarcastic Sounds        | Не альбомные синглы         |
| «Make It Out»            | 2022 | Генри Джемисон          | Не альбомные синглы         |
| «A Good Love, Pt.2»      | 2022 | Bear’s Den              | Trying: Season 3 soundtrack |
| «America Forever»        | 2023 | Гретта Рэй и Кэрол Адес | Positive Spin               |

### Прочие чартовые песни
| Название                                    | Год  | Высшая позиция в чартах | Альбом         |
| Название                                    | Год  | NZ Hot                  | Альбом         |
| ------------------------------------------- | ---- | ----------------------- | -------------- |
| «The Good Witch»                            | 2023 | 28                      | The Good Witch |
| «Coming of Age»                             | 2023 | 30                      | The Good Witch |
| «You’re Just a Boy (and I’m Kinda the Man)» | 2023 | 35                      | The Good Witch |

## Автор песен
| Название | Год  | Исполнитель(и) | Альбом             |
| -------- | ---- | -------------- | ------------------ |
| «Lowkey» | 2021 | Niki           | Не альбомный сингл |

## Комментарий
1. ↑  "Lost the Breakup" не попал в Billboard Japan Hot 100, но достиг 20 места в  the Hot Overseas chart[18].